# Cratere Balanchine
Balanchine  è un cratere sulla superficie di Mercurio.